# مخطط فن
مخطط فن (بالإنجليزية: Venn diagram) هو صورة تستعمل في نظرية المجموعات، لتبيين العلاقات الرياضية أو المنطقية لمجموعة من الأشياء أو المفاهيم. يعود تسميتها للفيلسوف الإنجليزي جون فن

## استخدامات أخرى
تسمح مخططات فن بتمثيل نظريات الجبر البولياني بشكل هندسي وهذه المخططات عبارة عن أشكال هندسية يمكن اعتبارها نظيرا للمتحولات المنطقية.
تقسّم مخططات فن المجال إلى <2> قوة n منطقة مستقلة حيث (n) عدد المتحولات المستخدمة وحيث عدد هذه المناطق يساوي عدد الصفوف في جدول الحقيقة لهذه المتحولات.
مخططات فن مفيدة في الحصول على رؤية هندسية للتوابع البوليانية ويمكن استخدامها أيضا للحصول وللتأكد من صحة النظريات البوليانية كقوانين دي مورغان. ومن الجدير بالذكر أن مخططات فن لاتستخدم بكثرة في الحالات التي تحتوي على أكثر من ثلاث متحولات وذلك لصعوبة رسمها واستخلاص النتائج منها.

## معرض الصور

مجموعات الأعداد
مخطط فن يبين العلاقة بين ثلاث مجموعات A و B و C.